# San Andreas (fictieve staat)
San Andreas is een fictionele weergave van de Amerikaanse westkust ontwikkeld door de Britse computerspelontwikkelaar Rockstar North. In Grand Theft Auto (1997) wordt de naam gebruikt voor een stad die gebaseerd is op San Francisco en Los Angeles. Tevens wordt de naam gebruikt voor de locatie waarin Grand Theft Auto: San Andreas (2004) zich afspeelt. Hierin is San Andreas een staat met meerdere steden, gebaseerd op de staten Californië en Nevada.

## Grand Theft Auto-weergave
In Grand Theft Auto is San Andreas naast Liberty City en Vice City een van de drie steden waar de eerste GTA zich afspeelt. De stad bestaat uit een groot eiland en een kleiner, zuidelijk liggend eiland die met elkaar verbonden zijn door autowegen.

## Grand Theft Auto: San Andreas-weergave
In GTA: San Andreas bestaat de locatie uit een staat die opgedeeld is in drie hoofdsteden en vijf plattelandsgebieden die weer bestaan uit verschillende dorpen. San Andreas is helemaal omringd met water en is feitelijk gezien dus een eiland. In de handleiding die bij het spel is bijgeleverd staat dat San Andreas de grootste staat van het land is, maar dit is discutabel.

San Andreas heeft een zeer gevarieerd landschap en ook vele bevolkingsgroepen en nationaliteiten.
De drie steden zijn:
- Los Santos
- San Fierro
- Las Venturas

De vijf plattelandsgebieden zijn:
- Red County
- Flint County
- Whetstone
- Tierra Robada
- Bone County

## Steden

### Los Santos
De stad  Los Santos (gebaseerd op Los Angeles) bevindt zich in het uiterste zuidoosten van San Andreas. De stad bestaat uit een binnenstad, woonwijken en industrie. Daarnaast bevat Los Santos nog het vliegveld Los Santos Internationaal Airport, de stranden Santa Maria Beach en Verona Beach, en het havengebied Ocean Docks. Om en door de stad lopen grote snelwegen en ook een treinspoor ontbreekt niet.

### San Fierro
San Fierro (gebaseerd op San Francisco) ligt in het westen van San Andreas. Er bevinden zich veel havens in San Fierro die aan de San Fierro Bay liggen. Het vliegveld Easter Bay Airport bevindt zich op een eiland vlak bij de stad. Verder komen de autobruggen Gant Bridge en Garver Bridge en de spoorbrug Kincaid Bridge in de stad uit.

### Las Venturas
De gokstad Las Venturas (gebaseerd op Las Vegas) ligt in het noordoosten van San Andreas. De stad bevat veel casino's en is ‘s nachts kleurrijk belicht. Las Venturas ligt in de woestijn en ten westen ligt het vliegveld Las Venturas Airport. Om de stad loopt een autosnelweg en langs de stad een spoorweg.

## Landelijke gebieden

### Red County
In het zuidoosten van San Andreas ligt Red County. Het ligt ten westen van Los Santos en bestaat uit een heuvelachtig landschap dat wordt bevolkt door de dorpen: Dillimore, Blueberry, Montgomery en Palomino Creek.
Het dorp Dillimore ligt midden in Red County, aan de rand van Los Santos. Het dorp bevat onder meer een Pay 'n' Spray, een politiebureau, een kapper, een tankstation en een restaurant. Ten noordoosten van Dillimore ligt de boerderij Hilltop Farm die, zoals de naam al doet vermoeden, op een heuvel ligt. Het aantal inwoners is 2.130.
Het agrarische dorp Blueberry (Engels voor: Blauwe bes) ligt in het noordwesten van Red County. In het dorp bevindt zich The Well Stacked Pizza Co., een slijter en een Ammu-Nation. Direct naast het dorp ligt de boerderij Blueberry Acres en in het zuidwesten van Blueberry ligt het meertje Flint Water. De twee autobruggen Martin Bridge en Fallow Bridge bevinden zich ten noorden van Blueberry en verbinden Red County met Bone County. Het aantal inwoners is 1.309.
In het noorden van Red County ligt het dorp Montgomery. In het dorp is een ziekenhuis, The Well Stacked Pizza Co., het paardenracegokcentrum Inside Track Betting Shop en de frisdrank fabriek Sprunk, die gebaseerd is op het bestaande merk Sprite. Het dorp ligt pal naast het knooppunt Montgomery Intersection die de ten noorden liggende brug The Makó Span met Los Santos verbindt. Ten westen ligt Hamton Barns, waar de brug Fallow Bridge op uit komt. Het aantal inwoners is 3.623.
Het dorp Palomino Creek ligt in het noordoosten van Red County. Het dorp bevat een Well Stacked Pizza Co, een kerk, een bank een Ammu-Nation. Vlak naast het dorp ten noordoosten ligt Hankypanky Point waar de spoorbrug Fredrick Bridge op uit komt en tevens een populaire verzamelplaats is voor jonge stelletjes, wat op haar beurt weer "oude mannetjes" aantrekt. Ten zuidwesten van het dorp ligt het meertje Fisher's Lagoon wat, zoals de naam al zegt, een geliefde plek voor vissers is. Ten zuiden, tussen Los Santos en Palomino Creek in ligt het massief de Northstar Rock dat zijn naam ontleent aan de ontwikkelaar van het spel, Rockstar North. Onder deze berg door loopt een spoortunnel die vanuit Los Santos noordwaarts gaat.
Opmerkelijk aan de plaatselijke kerk is dat deze een zogenaamde drive-inbiechtstoel aan de straat heeft (Park 'n' Pray), men kan hier 24 uur per dag biechten zonder de auto uit te komen (Drive-thru confessions, open 24 hours). Vlak naast de kerk bevindt zich een klein kerkhofje dat een open graftombe met een schep ernaast bevat. Op de aanwezige grafsteen staat het opschrift: 'Scott Wilson, medal of honor'. Dit is een woordspeling op Scott Wilson, een van de ontwerpers van San Andreas. Het aantal inwoners is 6.836.

### Flint County
In het zuiden van San Andreas naast Red County ligt Flint County. Er bevinden zich geen dorpen in dit gebied. Het grootste deel bestaat uit bossen en heuvels met daartussen enkele boerderijen. Door Flint County loopt een treinspoor die San Fierro met Los Santos verbindt.
In het zuiden van Flint County ligt Back O' Beyond. Dit heuvelachtige gebied bestaat voornamelijk uit bos, rotsen en droog gevallen rivierbeddingen die uitkomen in een modderpoel. Om het gebied loopt een autosnelweg die Los Santos met Whetstone verbindt. Aan deze weg staat een motel, een café en erf met schuurtjes.
Ten noorden van Back O' Beyond ligt Leafy Hollow, wat de verblijfplaats is van The Truth. Het erf bestaat uit een paar schuurtjes, strobalen een lange oprit welke is omgeven door waarschuwingsborden en erf is omheind met een hekwerk. Ook heeft The Truth hier zijn wietplantage staan, die tijdens de missie Are You Going To San Fierro? verbrand moet worden door CJ. Helemaal in het noorden van Flint County ligt de chemische fabriek Easter Bay Chemicals. Vlak bij de fabriek bevindt zich een klein woonwagenkamp en in het noordoosten ligt Fallen Tree. Hier ligt een opslagplaats die bestaat uit een loods met daaromheen opgestapelde scheepscontainers. In het noordwesten loopt de Easter Tunnel die de verbinding vormt tussen het vliegveld Easter Bay Airport en Easter Bay Chemicals. De tunnel bestaat uit twee rijbanen en is aan de noordwand open gelaten zodat er over het vliegveld kan worden uitgekeken.
Midden in Flint County ligt op een heuvel The Farm, ook wel bekend als "The Farm" Cult Location. Deze boerderij bestaat uit een woonhuis met enkele schuren, een aantal kassen en een groot graanveld. Nabij de boerderij (ten westen) op een heuvel is een kleine opstijgplaats voor een sproeivliegtuig. De Flint Rance is een boerderij die in het oosten van Flint County ligt. Het bestaat uit een woonhuis en een schuur die tussen graan en gras velden liggen. Tevens woont hier een van CJ's vriendinnen, Helena Wankstein. Beacon Hill is een gebied dat bestaat uit graanvelden met daarin enkele boerderijen. Het ligt ten noorden van Flint Range. De Flint Intersection vormt de verbinding tussen Los Santos en Flint County. Ten zuiden ligt een woonwagenkamp en ten noorden is een benzinestation en het truckerbedrijf RS Haul.

### Whetstone
In het zuidwesten ligt Whetstone, waar zich het dorp Angel Pine bevindt. Verder bestaat een groot gedeelte uit beboste heuvels en de berg Mount Chiliad. Deze bevindt zich in het noorden van Whetstone. De berg bestaat voornamelijk uit rots en heeft weinig begroeiing. Op de berg lopen kleine onverharde weggetjes die bij de top uitkomen. Op de top is een uitzichtpunt en staan 2 campers geparkeerd, tevens is het mogelijk door middel van een parachute weer naar beneden te gaan. Ook kan er op de berg mountainbike gereden worden. Onder de berg door loopt door enkele tunnels de autosnelweg die Angel Pine met San Fierro verbindt. Ten westen aan de voet van Mount Chiliad bevindt zich een sloperij.
In het zuiden van Whetstone ligt Angel Pine. Het dorp ligt aan de voet van Mount Chiliad en langs een snelweg die twee afslagen bij Angle Pine heeft zodat het dorp goed bereikbaar is. Langs deze weg bevindt zich nog een benzinestation met een 24-7 winkel. In het dorp is een ziekenhuis, een politiebureau, een Ammu-Nation, een Cluckin' Bell en een grote houtzagerij. Vlak bij het dorp ten noordoosten liggen Shady Cabin en Shady Creeks. Dit gebied bestaat uit bos en droog gevallen rivierbeddingen waaraan zich een houten huisje bevindt. Ten westen van Angel Pine ligt een heuvelachtig strand.

### Tierra Robada
In het noordwesten is Tierra Robada te vinden. De dorpen die hier huisvesten zijn: Bayside, El Quebrados en Las Barrancas. Het is een droog gebied dat uit kleine heuvels bestaat bedekt met in het westen gras en in het oosten voornamelijk zand. De naam Tierra Robada is Spaans voor "Beroofde Aarde". Wat waarschijnlijk een verwijzing is naar de kolonisten die het land geroofd hebben van de inheemse bevolking. In het oosten van Tierra Robada ligt het stuwmeer Sherman Reservoir, dat op peil wordt gehouden door The Sherman Dam die gebaseerd is op de Hoover Dam. Deze stuwdam is een van de zeven wereldwonderen en is na 15 jaar bouwen in de jaren 30 voltooid. Over The Sherman Dam loopt een autoweg naar Bone County. In het zuiden van Tierra Robada bevindt zich de Robada Intersection die de Garver Bridge met het vasteland verbindt.
In het westen ligt het dorp Bayside aan de San Fierro Bay. Het dorp heeft een grote haven genaamd Bayside Marina met onder meer verschillende aanlegplaatsen, een helikopterplatform, een vuurtoren en de vaarschool Boat School. Tegenover Bayside Marina liggen op een klif de restanten van waar ooit een oudere vuurtoren heeft gestaan, alleen de fundering is hier nog aanwezig. Bayside ligt langs een autosnelweg die vanuit de Bayside Tunnel uitkomt op de Gant Bridge. Aan deze weg staat nog een wegrestaurant.
In het noorden bevindt zich het dorp El Quebrados wat Spaans is voor "De Breuk", misschien een verwijzing naar de geologische breuklijn die onder de San Fierro Bay door loopt, ten noorden van San Fierro. El Quebrados bestaat voornamelijk uit woonwagens en enkele winkels. In het dorp is een ziekenhuis, een politiebureau (waar een van CJ's vriendinnen Barbara Schternvart woont), een Pay 'n' Spray en een kapper aanwezig. Ten zuidoosten ligt op een berg het verlaten dorp Aldea Malvada wat Spaans is voor "Kwaadaardig Dorp". Het is een oude vervallen nederzetting van de oorspronkelijke bevolking van Tierra Robada: de Hopi. De ruïne is geliefd onder toeristen, die goed de weg kunnen vinden door de opzichtige wegwijzers die aanwezig zijn. Vlak bij het dorp is een benzinestation en ten zuiden van het dorp is er een viswinkel aan een doodlopende inham van het Sherman Reservoir. Nog wat zuidelijker bevindt zich een Cluckin' Bell en in de omgeving staan nog wat kleine huisjes.
In het oosten, vlak bij de The Sherman Dam, ligt het dorpje Las Barrancas, wat Spaans is voor "De Ravijnen". Waarschijnlijk is dit een verwijzing naar de legende van kolonel Henry Bolt, een kolonel van de 66e Cavalerie die in 1842 met zijn gehele legioen in een ravijn stortte toen hij een door bandieten belegerde stad te hulp wou komen. Het dorp bestaat uit enkele winkels, een indianenkamp en een woonwagenkamp. Midden in het dorp staat een kerkje, er pal achter staat een ('s nachts verlichte) ruïne op een berg. Helemaal in het zuiden van Tierra Robada ligt nog de ranch van Mike Toreno.

### Bone County
In het noorden van San Andreas ligt Bone County, tussen Tierra Robada en Las Venturas in.
Het gebied is gebaseerd op de staat Nevada en bestaat voor een groot deel uit woestijn. De twee dorpen die zich hier bevinden zijn: Las Payasadas en Fort Carson. Het gebergte in het westen van Bone County is gebaseerd op de Monument Valley en bestaat uit grote rode tafelbergen. Ten noorden van The Sherman Dam, gedeeltelijk in het meer, bevindt zich de berg Arco del Oeste, wat Spaans is voor "Boog van het Westen". Er lopen onverharde zandwegen naar de top van de berg waar zich enkele houten hutten en een houten springschans bevinden. Het is mogelijk om per parachute (die te vinden is in een van de hutten) weer af te dalen. Ten noorden van de berg ligt Ville Ocultado, wat Spaans is voor "Verborgen Vallei". Hier bevindt zich een motel dat bestaat uit enkele indianententen en naast het motel is een gasvulstation. Ten oosten van de berg Arco Del Oeste ligt El Castillo del Diablo, dat Spaans is voor "Het Kasteel van de Duivel". Deze opmerkelijk vormgegeven rots bestaat uit twee bergen die via een natuurlijke brug met elkaar in verbinding staan. Aan de voet van El Castillo del Diablo bevindt zich het verlaten en vervallen dorp Las Brujas, wat Spaans is voor "De Heksen". Het is een typisch Wildwestdorp en kijkt uit op het Sherman Reservoir. Las Brujas bestaat uit enkele huisjes en cafés, een windmolen en een kerkje met daar achter een kerkhof (dit alles is van hout vervaardigd).
Het dorp Las Payasadas, wat de Spaanse term is voor uitlatingen van een clown en ook wel grammaticaal incorrect Las Payasdas genoemd, ligt in het noorden van Bone County en gebaseerd is op het bestaande Palisade in Nevada. Het is een klein dorp dat uit een restaurant, enkele cafés, chalets en woonwagens bestaat. Midden in het dorp bevindt zich de grote mechanische reclame haan "The World's Largest Cock", die reclame maakt voor de winkel Pecker's Feed and Seed. Het aantal inwoners is 211.
In het noordoosten van Bone County ligt Verdant Meadows Aircraft Graveyard wat, zoals de naam al zegt, een vliegtuigkerkhof is. Het bestaat uit een onverharde startbaan met aan weerszijden stukken vliegtuig. Ook is er een gebouwtje met een wachttoren, een brandstof opslag en enkele loodsen waar vliegtuigen in kunnen worden gestald. Ten zuidwesten vlak bij de startbaan bevindt zich aan de weg nog een slangenhouder en ten oosten een kleine autosalon. Ten zuiden van Verdant Meadows Aircraft Graveyard, midden in Bone County bevindt zich de Restricted Area, ook wel bekend als No Fly Zone of Area 69 en gebaseerd op het bestaande Area 51. Dit is een, deels ondergronds, afgeschermd militair terrein welke onder strenge bewaking staat. Om het terrein staan vier SAM vliegtuigafweergeschut installaties die doelzoekende raketten af kunnen vuren en langs het hekwerk staan wachttorens. Binnen de afscheiding bevinden enkele gebouwen, waaronder militaire depots, opslagplaatsen en onderzoekslaboratoria. Aan de oostzijde op een apart terrein staan enkele militaire voertuigen gestald. In het oosten van Bone County ligt Regular Tom. Dit is een geiser die om de vijf seconden water spuit. Regular Tom is een ware toeristische attractie, er is een houten loop pad omheen gebouwd zodat de geiser goed bereikbaar is. Ten zuiden van de geiser, vlak bij Fort Carson, bevindt zich The Big Ear (in het Nederlands "Het Grote Oor"). Dit is een grote satelliet die gebaseerd is op de gelijknamige The Big Ear in Ohio. De satelliet staat op een berg en het gerucht gaat dat er in de omgeving regelmatig kinderen zonder oren worden geboren door de aanwezige straling die de satelliet afgeeft. The Big Ear is bereikbaar via een slingerweg die de berg opgaat. In het zuidoosten van Bone County ligt Hunter Quarry. Dit is een grote groeve waar zich lopende banden in bevinden die het gewonnen materiaal naar boven transporteren. Vervolgens wordt het materiaal naar de overkant van de weg verscheept waar zich een gebouw aan het treinspoor bevindt die de treinwagons kan vullen. Het materiaal kan per trein verder vervoerd worden. Ten noorden van de groeve bevindt zich de oliefabriek Green Palms. Er naast, ten oosten, ligt Octane Springs. Dit is een veld waar zich een tiental jaknikkers bevindt om olie naar het oppervlak te pompen en vervolgens naar de fabriek Green Palms te transporteren. In het oosten van Bone County ligt een woonwagenkamp, hier bevindt zich een stripclub, een Ammu-Nation met een afzonderlijke schietbaan, een stroomverdeelstation en verderop nog een benzinestation.
In het zuidwesten van Bone County ligt het dorp Fort Carson, het is het grootste dorp van San Andreas en gebaseerd op bestaande Rachel in Nevada. Fort Carson bevat veel Motel's en enkele restaurants en winkels waaronder een 24-7. Daarnaast is er in het dorp een ziekenhuis, een politiebureau, een Pay 'n' Spray, een bowlingcentrum en een drive-intheater. Hier kan men met de auto een parkeerterrein op rijden en de auto richting het witte scherm parkeren en naar een theatervoorstelling kijken zonder de auto uit te hoeven. Net buiten het dorp ten zuiden bevindt zich een Ammu-Nation en ten oosten een Cluckin' Bell. Aan de rand van het dorp is een veldje waar een tiental Chalets gestald zijn. Verder ligt Ford Carson langs het treinspoor en aan de rand van het dorp staat de naam "Fort Carson" in grote witte letters opgesteld. Het aantal inwoners is 369, maar dit getal staat niet in verhouding met het aantal inwoners van de dorpen, omdat Fort Carson het grootste dorp van San Andreas is maar veel minder inwoners telt dan de dorpen in Red County, die kleiner zijn. Ten noorden van het dorp, aan de overkant van de spoorweg, ligt Lil' Probe Inn. Dit is een klein woonwagenkamp die uit enkele woonwagens bestaat. Vlak bij het kamp aan de overkant van de weg bevindt zich een café dat als thema ufo's heeft. Overal in het café hangen foto's van ufo's en er bevindt zich een kaart van San Andreas waar ufo-waarnemingen zijn gesignaleerd. Het café is een parodie op het bestaande Little A'Le'Inn café dat eveneens dit thema heeft en zich, net als Lil' Probe Inn zich vlak bij Area 69 bevindt, ook vlak bij Area 51 bevindt.

## Infrastructuur

### Luchtvaart
De luchtvaart van San Andreas is in handen van de vliegmaatschappij Juank Air. De vliegroutes bevinden zich tussen de drie grote steden en de maatschappij maakt daarbij gebruik van het vliegtuigtype AT 400. De vliegvelden zijn 24 uur per dag open en een vliegticket kost $500,-. In San Andreas bevinden zich vier vliegvelden waarvan er drie in gebruik zijn.
- Los Santos International Airport (LSX)

Dit vliegveld hoort bij Los Santos en bevindt zich ten zuiden van de stad. De luchthaven is met een autosnelweg verbonden met de stad en beschikt over vijf poorten die in een U-vormige terminal zijn geplaatst. Deze terminal heeft twee verdiepingen welke beide door middel van autowegen bereikbaar zijn. De parkeergelegenheid bevindt zich rondom een koepelvormig gebouw en het vliegveld heeft twee startbanen. Los Santos International Airport werd oorspronkelijk gebouwd voor de nationale garde in Los Santos, maar is in 1942 omgebouwd tot burgerluchtvaart. Tevens is dit de op drie na drukste luchthaven ter wereld. Het vliegveld is gebaseerd op het bestaande Los Angeles International Airport.
- Easter Bay Airport (SFI)

Dit vliegveld behoort tot San Fierro en is ten zuidoosten van de stad gevestigd op een eiland. De luchthaven is direct met de autosnelweg verbonden welke uit komt op een grote rotonde in het centrum van het vliegveld. Er bevindt zich een ondergrondse parkeergarage die bereikbaar is via de binnenste ring van de rotonde. De terminal ligt aan de buitenste ring en er is één startbaan aanwezig. Het vliegveld is gebaseerd op het bestaande San Francisco International Airport.
- Las Venturas Airport (LVA)

Dit vliegveld bevindt zich in het oosten van Las Venturas. De luchthaven ligt direct aan een afslag van de autosnelweg Harry Gold Parkway en de parkeergelegenheid is vlak naast het vliegveld. De terminal heeft zes poorten en er bevinden zich twee startbanen. Opmerkelijk is dat zich op de luchthaven een securitygebouw bevindt. Ook wordt vanuit meer dan 100 landen rechtstreeks naar Las Venturas Airport gevlogen. Het vliegveld is gebaseerd op het bestaande McCarran International Airport.
- Verdant Meadows Aircraft Graveyard (buiten gebruik)

Dit vliegveld bevindt zich in Bone County en is niet in gebruik als luchthaven. Het vliegveld dient als vliegschool die vlieglessen geeft. Tevens worden hier gecrashte vliegtuigen geborgen.

### Treinvervoer
Door San Andreas loopt een treinspoor die zowel personen als vrachten vervoert. Het treinvervoer is in handen van de maatschappij Brown Streak Railroad, die 24 uur per dag treinen rijdt. De naam "Brown Streak" refereert waarschijnlijk naar de film Silver Streak, de slogan van Brown Streak is: "Go for the Brown". Het spoor passeert de drie grote hoofdsteden en daarnaast nog enkele dorpen. Treintickets zijn te verkrijgen bij de aanwezige ticketmachines, maar ook is het mogelijk om de locomotieven zelf te besturen en hier missies mee te doen. De trein kan bestaan uit een locomotief met drie of vier wagons, de stations kunnen maximaal 5 wagons aan. De locomotieven worden aangedreven met een dieselmotor en zijn gebaseerd op bestaande exemplaren. Zo is de locomotief van het vrachtvervoer gebaseerd op de EMD SD40-2s en de wagens op die van de GE Transportation Systems. De passagierslocomotief is gebaseerd op de EMD F40PHs en de wagons op de Superliners. De treinen hebben geen claxon en als men de snelheid te veel opvoert, zal de trein ontsporen. In Las Venturas ligt Sobell Rail Yard, dit is de stalling van de treinen.

#### Overzicht
Van uit Los Santos gaat het spoor noordwaarts richting de Northstar Rock, om daar vervolgens via een tunnel onder door te gaan. Daarna gaat het spoor richting de autosnelweg en ligt hier een stukje parallel aan. Dan gaat het spoor over de Frederick Bridge naar Las Venturas en loopt gedeeltelijk langs de stad. Vervolgens gaat het spoor via een tunnel onder de autosnelweg door en komt ten noorden van de stad weer uit de tunnel. Dan gaat het spoor een stuk door Las Venturas en gaat via een flauwe bocht zuidwaarts en daarna weer richting het oosten om vervolgens bij Fort Carson uit te komen. Vervolgens gaat het spoor over het water naar Tiera Robada de Kincaid Bridge op en komt daarna in San Fierro uit. Dan loopt het spoor een stuk parallel aan de autosnelweg zuidwaarts om vervolgens weer een tunnel in te gaan welke uitkomt in Flint County. Vervolgens loopt het spoor door nog een tunnel en komt weer uit in Los Santos.

#### Stations
De treinstations bevinden zich in de drie grote steden en bestaan uit één of meerdere opstapplaatsen. Bij elk station zijn wel ergens ticket machines te vinden.
Los Santos
- Unity Station, gebaseerd op het Union Station in Los Angeles en heeft twee opstapplaatsen.
- Market Station, gebaseerd op het Metro Red Line in Los Angeles en heeft één opstapplaats.

San Fierro
- Cranberry Station, gebaseerd op het Caltrain-station van San Francisco en tevens het grootste station van San Andreas. Er zijn twee opstapplaatsen en één eiland-opstapplaats.

Las Venturas
- Yellow Bell Station, twee opstapplaatsen en een parkeerterrein.
- Sobell Rail Yards, één opstapplaats
- Linden Station, kopie van het Yellow Bell Station dus twee opstapplaatsen en een parkeerterrein.

### Bruggen
San Andreas heeft zeven hoofdbruggen met een naam, daarnaast zijn er nog een tiental kleinere bruggen door San Andreas verspreid zonder naam. De bruggen dienen als transportverbindingen van zowel wegverkeer als treinverkeer. Soms zijn de bruggen gebaseerd op in het echt bestaande exemplaren. Van oost naar west zijn dit:
- De Frederick Bridge dient als spoorbrug en bevindt zich in het oosten van San Andreas. Over de brug lopen twee treinsporen die Red County met Las Venturas verbinden. De Frederick Bridge gaat over de San Andreas Sound ligt tussen Hankypanky Point (zuid) en Rockshore East (noord). De brug is van het type boogbrug en bevat zes stalen bogen.
- The Mako Span is een autobrug die zich in het oosten van San Andreas bevindt. Over de brug loopt een autosnelweg met vier rijstroken die de verbinding vormt tussen Los Santos en Las Venturas. The Makó Span ligt over de San Andreas Sound en bevindt zich tussen Mongomery Intersection (zuid) en komt uit op de Julius Thru Way South (noord). De brug is gebouwd op betonnen pijlers.
- De Fallow Bridge is een autobrug die zich in het midden van San Andreas bevindt. De brug bestaat uit een autoweg met twee rijstroken en is de verbinding tussen Red County en Bone County. De Fallow Brige ligt tussen Hampton Barns (zuid) en Hunter Quarry (noord). De brug is van het type vakwerkbrug en bevat vier stalen constructies. Inhalen is verboden op de brug.
- De Martin Bridge is ook een autobrug die zich in het midden van San Andreas vlak naast de Fallow Bridge bevindt. De brug heeft twee rijstroken en vormt ook een verbinding tussen Red County en Bone County. De Martin Bridge bevindt zich tussen Blueberry Acres (zuid) en de snelweg vlak onder Fort Carson (noord). De Martin Bridge is een boogbrug met drie stalen bogen. Ook inhalen is op deze brug verboden.
- De Kincaid Bridge is een grote spoorbrug die zich in het westen van San Andreas tussen San Fierro en Tierra Robada bevindt. Over de brug lopen twee treinsporen die Easter Basin (zuid) en Tierra Robada richting Fort Carson (noord) met elkaar verbinden. Het brugtype is een cantileverbrug die uit twee stalen cantilevers bestaat welke 's nachts verlicht zijn. De brug is gebaseerd op de Forth Bridge in Schotland.
- De Garver Bridge is een grote autobrug die zich in het westen van San Andreas vlak naast de Kincaid Bridge bevindt. Over de brug loopt een autosnelweg met vier rijstroken die San Fierro (zuid) met Tierra Robada (noord) verbinden. De Garver Bridge is een hangbrug en heeft twee pylonen waar de stalen kabels aan bevestigd zijn. Het wegdek is verlicht in hangt op grote hoogte. De brug is gebaseerd op de Forth Road Bridge in Schotland maar vertoond ook veel gelijkenissen met de San Francisco-Oakland Bay Bridge.
- De Gant Bridge is de grootste autobrug en bevindt zich in het noordwesten van San Andreas. De brug bestaat uit een autosnelweg met vier rijstroken die San Fierro met Tierra Robada verbinden. De Gant Bridge loopt over de San Fierro Bay en ligt tussen Juniper Hollow (zuid) en Bayside (noord). Ook deze brug is van het type hangbrug en heeft twee grote pylonen waar de staalkabels aan hangen. Het wegdek is verlicht en hangt ook op grote hoogte, tevens loopt er aan weerszijden van het wegdek een voetpad. Aan de zuidkant van de brug (San Fierro) bevindt zich een tolpost, maar deze is dicht. De Gant Bridge is gebaseerd op de Golden Gate Bridge in San Francisco. Deze brug heeft tevens een bezoekerscentrum met een stuk van de brug en een bord met wat komische feiten. Bijvoorbeeld uit hoeveel pixels de brug bestaat. Het bezoekerscentrum ligt in de buurt van waar de brug in San Fierro begint.

## Horeca en winkels

### Winkels
- Ammu-Nation is een legale wapenwinkel die naast San Andreas ook in Liberty City en Vice City vestigingen heeft. De grotere verkooppunten hebben een eigen schietbaan, ook is het mogelijk om de wapens eerst te proberen voor ze te kopen met de slogan: "Try it before you buy it!". Welke wapens er verkrijgbaar zijn is afhankelijk van hoeverre het spel is uitgespeeld. Vrijwel alle soorten wapens zijn er te koop, behalve de Heavy Assault wapens.
- 24-7 (twenty four seven) is een supermarktketen in San Andreas die uit kleine winkeltjes bestaan welke altijd open zijn. De winkels zijn gebaseerd op de 7-11 en ampm in Californië. De 24-7 winkels zijn te vinden langs de drukkere wegen en vaak zijn er speel of eetautomaten aanwezig. De eetautomaten zijn een snoepautomaat en een Sprunk-automaat, de kosten hiervan zijn allebei $1,-.
- 98, 99 en 69¢ winkels zijn in feite hetzelfde als de 24-7 winkels.
- Tattoo is een tatoeagezaak waar CJ verschillende tatoeages kan laten zetten. Ze zijn te vinden in de drie grote steden.
- Barber is een kapperszaak waar CJ verschillende kapsels kan verkrijgen. Ze zijn in de drie grote hoofdsteden te vinden en een knipbeurt varieert van $50,- tot $1000,-. De kapperszaken zijn er in drie verschillende assortimenten, maar enkele zijn dubbel zodat er meer kapperzaken aanwezig zijn. In Los Santos zijn er Barber's waarvan er twee uniek zijn, de derde is hetzelfde als de andere kapperzaken van San Andreas.

### Kledingwinkels
- Binco is een kledingwinkel in San Andreas die de goedkopere kleding verkoopt. Ook de kwaliteit staat in verhouding met de prijs en is dus slecht.
- Pro Laps is een sportkledingwinkel in San Andreas die sportkleding verkoopt. De naam Pro Laps is afkomstig van het Engelse prolapse.
- Sub Urban is een kledingwinkel in San Andreas die gangsterachtige kleding verkoopt. De winkel is vooral geliefd onder mensen die van muziek, gangs en andere groeperingen houden. Sub Urban is een dure winkel maar levert goede kwaliteit.
- Zip is een kledingwinkel die naast San Andreas ook in Liberty City winkels heeft. De winkel GASH in Vice City is verwant aan deze winkel. Zip verkoopt nette kleding zoals maatpakken. De winkel is gebaseerd op Gap.
- Victim is een kledingwinkel in San Andreas die de exclusievere kleding verkoopt zoals leren jacks, cowboy laarzen en Hawaï shirts. Ook is de winkel vrij duur.
- Didier Sachs is de duurste kledingwinkel in San Andreas. De winkel verkoopt zeer exclusieve kleding van topkwaliteit. Didier Sachs is gebaseerd op Christian Dior.

### Restaurants
San Andreas heeft veel eetgelegenheden. De drie belangrijkste zijn: Cluckin' Bell, Burger Shot en The Well Stacked Pizza Co. Daarnaast zijn er nog een aantal kleinere cafés en clubs. Opmerkelijk is dat al deze drie restaurants smerig en rommelig zijn.
- Cluckin' Bell is een fastfoodrestaurant dat gespecialiseerd is in kippenvlees. Het is gebaseerd op de bestaande KFC en Taco Bell. De medewerkers beweren dat er nergens in San Andreas vetter voedsel is dan bij de Cluckin' Bell. Ook is Cluckin' Bell het enige restaurant dat adverteert op de radio. De medewerkers van de Cluckin' Bell zijn onvriendelijk, zo kan, als CJ een maaltijd besteld, een medewerker ineens zeggen: Cluckity-fuck, sir! Hope ya choke-a-doodle-doo!. Ook staat er achter op de bedrijfskleding de spreuk Taste the Cock, welke een dubbelzinnige betekenis heeft. De menu's zijn:

Cluckin' Little Meal $2,-
Cluckin' Big Meal $5,-
Cluckin' Huge Meal $10,-
Salad Meal $10,-
- Burger Shot is een hamburger restaurant dat naast San Andreas ook in Vice City vestigingen heeft. Het is gebaseerd op McDonald's, Wendy's en Burger King. Het personeel is, in tegenstelling van dat van de Cluckin' Bell, vriendelijk. De menu's zijn:

Moo Kid's Meal $2,-
The Beef Tower $5,-
Meat Stack $10,-
Salad Meal $5,-
- The Well Stacked Pizza Co. is een pizzeria die ook in Vice City te vinden is. The Well Stacked Pizza Co. heeft ook een bezorgservice en is gebaseerd op Domino's Pizza en Pizza Hut. De menu's zijn:

The Buster $2,-
Double D-Luxe $5,-
Full Rack $10,-
Salad Meal $10,-

### Autoshops
- Pay 'n' Spray is een garage aan de weg waar voertuigen snel kunnen worden overgespoten. Het spuiten gebeurt in een willekeurige kleur en verhelpt tevens de aanwezige schade aan het voertuig. Ook kan het overspuiten tegen een wanted level helpen, de politie herkent het gezochte voertuig dan niet meer. De Pay 'n' Spray bevindt zich zowel in San Andreas als in Liberty City en Vice City. Een spuitbeurt kost $100,- per keer.
- 8-Ball's Bomb Shop is een autobomshop die zich naast San Andreas ook in Liberty City en Vice City bevinden. De shop bestaat uit een garage waar het voertuig ingeparkeerd kan worden, en er vervolgens een bom in geplaatst wordt. In San Andreas is de bom alleen van uit het voertuig zelf te activeren, terwijl in Vice City men de bom op afstand kan activeren. De shop is vernoemd naar het gelijknamige karakter 8-Ball uit GTA III, dit is een wapenexpert en heeft een bomshop bij zijn woning.
- TransFender is een automodshop in San Andreas. Het is hier mogelijk om verschillende voertuigen te modden naar eigen smaak. De TrensFender shops zijn te vinden in de drie grote steden.
- Loco Low Co is een automodshop speciaal voor lowriders. De shop is te vinden in Willow Field, Los Santos en bevindt zich in een privégarage naast een huis.
- Wheel Arch Angels is een automodshop speciaal voor Sportwagens. Hij is te vinden in de wijk Oceans Flats in San Fierro.

## Easter Eggs
In San Andreas zijn, net zoals in Liberty City en Vice City, verschillende Easter eggs te vinden.
- De Gant Bridge bevat een aantal Easter eggs, zo is er boven op de zuidelijke pilaar een bord te vinden waar op staat: "There are no Easter eggs up here. Go away." en bij het bijbehorende museum van de brug Pleasure Domes bevindt zich een bord waar op staat dat de brug 159,7 meter lang is, het wegdek 60,3 meter boven de zeespiegel hangt, hij 600m draw distance heeft, de brug 10.000 polygons inc. 1.00v bevat, de brug uit 11 textures bestaat en 1,27 megabyte groot is. Tevens bevindt zich bij dit museum een stuk kabel met een bord met de tekst: "Oooooh amazing", "That's mind blowing", "Actualy, no, its simple physics. And not really that impressive".
- Het getal 69 is een Easter egg op zich, het getal is door heel San Andreas terug te vinden, zoals in bijvoorbeeld namen, jaartallen en nummers.
- Zero's RC Shop heeft een aantal Easter eggs, zo zijn verschillende voertuigen uit San Andreas in miniatuur weergave te vinden en staat er een kast met actiefiguren van Tommy Vercetti en Lance Vance uit GTA: Vice City, en van James Earl Cash uit Manhunt.
- Flint County is ook een Easter egg op zich, het gebied heeft de vorm van een vrouw. Hier in is Flint Intersection haar mond, Back O' Beyond haar hals en Fallen Tree haar voorhoofd. De spoorweg komt uit bij haar neus.
- The World's Largest Cock, de grote mechanische haan in Las Payasadas beweegt zijn hoofd op en neer, je zou dus kunnen zeggen dat de haan "rockt". Vlak bij het dorp bevindt zich de Cock Rock, een langwerpige rots die de vorm heeft van een penis. Deze namen kunnen verwisseld worden, de haan: Cock Rock en de rots: The World's Largest Cock.
- De Opposition Memorial is een herdenkingsbegraafplaats in San Fierro waar zich in totaal 72 graven bevinden. Op elke grafsteen staat de tekst: "RIP Opposition 1997 - 2004". Hiermee wil Rockstar Games duidelijk maken dat ze al vanaf het begin in 1997, toen de eerste GTA verscheen, tot de release van GTA: San Andreas in 2004 de beste zijn. En de concurrentie dus geen kans maakt.
- Het Las Venturas Planning Department is een gebouw in Las Venturas waar CJ in de missie Architectural Espionage naar binnen gaat. In het gebouw is een blauwdruk van Starkweather's mansion uit Manhunt aanwezig.
- De tekst True Grime Street Cleaners is op verschillende reclameborden in San Andreas te vinden is en op de borden staat de tekst: "Get rid of old rubbish, fast!". Met de tekst refereert Rockstar Games naar het concurrerende spel True Crime. Tevens is voor de PC-versie van GTA: San Andreas de cheat "TRUEGRIME" de code om een vuilniswagen spawnen.
- Het Tiki Theater is een bordeel dat zich bevindt in East Los Santos. Op de voorgevel van dit gebouw is een uitvergrote Hidden Package uit GTA: Vice City aanwezig.
- Het Atrium is een groot gebouw in Los Santos waar de missie Just Business zich afspeelt. In het gebouw staan een aantal standbeelden, opmerkelijk hier is dat midden in het gebouw een masturberend standbeeld staat.
- Het LSPD Headquarters is het hoofdpolitiebureau in Los Santos. In het bureau hangt een poster met James Earl Cash gezocht erop, de hoofdpersoon uit Manhunt. In de doucheruimte bevindt zich een paarse dildo, die ook te vinden is in de doucheruimte van het politiebureau in Dillimore.
- Michelle is een van de vriendinnen van CJ en heeft opmerkelijk gereedschap in haar garage liggen, welke bestaat uit dildo's en vibrators.
- De blauwe Carcer Gas gasflessen van 15 kilo die door heel San Andreas verspreid liggen. Waarschijnlijk worden deze in Carcer City gemaakt, de locatie waar Manhunt zich afspeelt.
- De Wardrobe is de kledingkast waar CJ zich omkleedt. In de kledingkast bevindt zich een surfboard met een afbeelding uit Vice City er op.
- De Plattegronden van Vice City zijn bevinden zich in vuilnisbakken in Angel Pine.
- De afkorting DMA die op de straaljager Hydra staat, verwijst naar de naam DMA Design, de vroegere naam van Rockstar North.
- Het Los Santos Delivery is een van de bezorgdiensten in Los Santos. Op de vrachtwagens van het bedrijf wordt de naam afgekort met LSD, wat ook de afkorting van een drug is.
- Het Sterrenbeeld van Rockstar Games is net als in Vice City ook in San Andreas zichtbaar.
- De Speelkaarten in de casino's van Las Venturas bevatten karakters van GTA III en GTA: Vice City.
- De Groeiende Maan als je met je Sniper Rifle op de maan schiet krijgt deze verschillende maten.